# Tlumačov, Zlín
Tlumačov là một làng thuộc huyện Zlín, vùng Zlínský, Cộng hòa Séc.